# Superstore
Superstore je americký televizní sitcom, který je vysílán na stanici NBC od 30. listopadu 2015. Tvůrcem seriálu a exkluzivním producentem je Justin Spitzer. Hlavní role hrají America Ferrera, Ben Feldman, Lauren Ash, Colton Dunn, Nico Santos, Nichole Bloom, Mark McKinney a Kaliko Kauahi.
Dne 14. února stanice objednala třetí řadu, která měla premiéru 28. září 2017. Čtvrtá řada měla premiéru 4. října 2018. Dne 4. března 2019 byla stanicí objednána pátá řada. Ta měla premiéru dne 26. září 2019. Šestá řada měla premiéru dne 22. října 2020, bylo oznámeno, že se bude jednat o závěrečnou řadu.

## Děj
Seriál se soustředí na Amy (America Ferrera), nejvíce oddanou zaměstnankyní obchodního řetězce Cloud 9 a Jonaha (Ben Feldmen), nováčka, naivního snílka, který je odhodlaný dokázet, že práce nemusí být nudná. Jejich kolegové jsou Garret (Colton Dunn) a ambiciózní Mateo (Nico Santos) a sladká těhotná puberťačka Cheyenne (Nichole Bloom). Bezradným vedoucím obchodu je Glenn (Mark McKinney) a agresivní asistentkou je Dina (Lauren Ash), která žije podle velmi specifického kódu – příručkou zaměstnance obchodu.

## Obsazení

### Hlavní role
- America Ferrera jako Amelia „Amy“ Dubanowski
- Ben Feldman jako Jonah Simms
- Lauren Ash jako Dina Fox
- Colton Dunn jako Garrett McNeil
- Nico Santos jako Mateo Fernando Aquino Liwanag
- Nichole Bloom jako Cheyenne Thompson
- Mark McKinney jako Glenn Surgis, manažer obchodu
- Kaliko Hauahi jako Sandra, zaměstnankyně obchodu (od 5. řady, 1.–4. řada – vedlejší role)

### Vedlejší role
- Johnny Pemberton jako Bo Thompson, manžel Cheyenne (1.–2. řada, 3.–5. řada jako host)
- Sean Whalen jako Sal Kazlauskas, zaměstnanec obchodu (1. řada)
- Josh Lawson jako Tate Stasklewicz, zaměstnanec obchodu  (1.–2. řada, 3. řada jako host)
- Isabella Day jako Emma Dubanowski  (2. řada, 3.–5. řada jako host)
- Linda Porter jako Myrtle, starší zaměstnankyně obchodu (1.–4. řada, 5. řada jako host)
- Jon Barinholtz jako Marcus, zaměstnanec obchodu, krátce chodil s Dinou
- Ryan Gaul jako Adam Dubanowski, Amy manžel  (2. řada, 1. a 3.–4. řada jako host)
- Jon Miyahara jako Brett, zaměstnanec obchodu
- Michael Bunin jako Jeff Sutin (2.–4. řada, 5. řada jako host)
- Kelly Schumann jako Justine Sikowicz (2.–5. řada)
- Irene White jako Carol (2.–5. řada, 1. řada jako host)
- Chris Grace jako Jerry, Sandry přítel (3.–5. řada, 2. řada jako host)
- Kelly Stables jako Kelly Watson, pracovnice bochodu (3.–4. řada, 5. řada jako host)
- Kerri Kenney-Silver jako Jerusha Sturgis (3.–5. řada)
- Jennifer Irwin jako Laurie (3. řada, 4. řada jako host)
- Amir M. Korangy jako Sayid, zaměstnanec obchodu (4.–5. řada)

## Produkce

### Vývoj
Seriál byl jeden ze tří pilotů, které stanice NBC vybrala 14. ledna 2015, společně se seriálem Crowded, dostal seriál zelenou. Seriál byl prvním projektem pro Rubenovo Fleischerovo nově vytvořenou společnost The District, která má dvouletou smlouvy s Universal, a tak se zrežíroval pilotní epizodu.

### Obsazení
Lauren Ash byla první obsazena v únoru, následovali Colton Dunn, Mark McKinney, Nico Santos, Nichole Bloom a Ben Feldmen v březnu. 16. března 2015 byla America Ferrera připojena k obsazení, která také v seriálu slouží jako producentka. Herečka se tak po pěti letech vrací do televizního seriálu (po Ošklivce Betty)

## Vysílání
| Řada | Díly | Premiéra v USA     | Premiéra v USA  |
| Řada | Díly | První díl          | Poslední díl    |
| ---- | ---- | ------------------ | --------------- |
| 1    | 11   | 30. listopadu 2015 | 22. února 2016  |
| 2    | 22   | 19. srpna 2016     | 4. května 2017  |
| 3    | 22   | 28. září 2017      | 3. května 2018  |
| 4    | 22   | 4. října 2018      | 16. května 2019 |
| 5    | 21   | 26. září 2019      | 23. dubna 2020  |
| 6    | 15   | 22. října 2020     | 25. března 2021 |